# Berrima
Berrima est un village australien situé dans le comté de Wingecarribee en Nouvelle-Galles du Sud. Sa population s'élève à 666 habitants en 2016.
Il est situé à 113 km au sud-ouest de Sydney, sur la route de Canberra.
Le nom du village est d'origine aborigène.
Le village possède plusieurs édifices historique dont le palais de justice, construit dans le style de l'architecture romaine entre 1836 et 1838.

## Personnalité
- Charles James Meller (1836-1869), naturaliste et médecin, y est mort.